# 발자크와 바느질하는 중국 소녀
발자크와 바느질하는 중국 소녀(Xiao cai feng, Balzac and the Little Chinese Seamstress)는 프랑스에서 제작된 다이 시지에 감독의 2002년 드라마, 멜로/로맨스, 코미디 영화이다. 저우쉰 등이 주연으로 출연하였고 리즈 페욜르 등이 제작에 참여하였다.

## 출연

### 주연
- 저우쉰
- 천쿤

### 조연
- 류예
- 왕쌍보
- 공진준
- 왕홍웨이

## 제작진
- 미술: 카오